# Chen Shih-hsin
Dans ce nom chinois, le nom de famille, Chen, précède le nom personnel.
Chen Shih-hsin (née le 16 novembre 1978) est une taekwondoïste taïwanaise. Elle a obtenu la médaille d'or lors des Jeux olympiques d'été de 2004 dans la catégorie des moins de 49 kg.